# Sault Ste. Marie—Algoma
Pour les articles homonymes, voir Sault et Sault Ste. Marie.
Circonscription électorale fédérale du Canada
Sault Ste. Marie est une circonscription électorale fédérale canadienne dans la province de l'Ontario. Elle est représentée à la Chambre des communes du Canada depuis 1968. 
L'unique circonscription adjacente est Algoma—Manitoulin—Kapuskasing.

## Résultats électoraux
|       | Candidat        | Parti              | # de voix | % des voix |
|       | (X) Bryan Hayes | Conservateur       | +13 615,  | 31,12 %    |
|       | Terry Sheehan   | Libéral            | +19 582,  | 44,75 %    |
|       | Skip Morrison   | NPD                | +09 543,  | 21,81 %    |
|       | Kara Flannigan  | Vert               | +00934,   | 2,13 %     |
|       | Mike Taffarel   | Marxiste-léniniste | +00083,   | 0,19 %     |
| Total | Total           | Total              | 43 757    | 100 %      |

|       | Candidat             | Parti              | # de voix | % des voix |
|       | Bryan Hayes          | Conservateur       | +18 328,  | 41,44 %    |
|       | Christian Provenzano | Libéral            | +08 343,  | 18,86 %    |
|       | (x) Tony Martin      | NPD                | +16 467,  | 37,23 %    |
|       | Luke Macmichael      | Vert               | +00945,   | 2,14 %     |
|       | Randy Riauka         | Héritage           | +00111,   | 0,25 %     |
|       | Mike Taffarel        | Marxiste-léniniste | +00038,   | 0,09 %     |
| Total | Total                | Total              | 44 232    | 100 %      |

|       | Candidat        | Parti              | # de voix | % des voix |
|       | Cameron Ross    | Conservateur       | +15 431,  | 37,67 %    |
|       | Paul Bichler    | Libéral            | +06 870,  | 16,77 %    |
|       | (x) Tony Martin | NPD                | +16 572,  | 40,46 %    |
|       | Luke Macmichael | Vert               | +01 774,  | 4,33 %     |
|       | Mike Taffarel   | Marxiste-léniniste | +00081,   | 0,2 %      |
|       | Cory McLeod     | First Peoples      | +00235,   | 0,57 %     |
| Total | Total           | Total              | 40 963    | 100 %      |

## Historique
La circonscription de Sault Ste. Marie a été créée en 1968 d'une partie de la circonscription d'Algoma-Ouest.
À la suite du découpage de la carte électorale de 2022, la circonscription est renommée Sault Ste. Marie–Algoma. 
| Législature                           | Années       | Député            | Député          | Parti                     |
| ------------------------------------- | ------------ | ----------------- | --------------- | ------------------------- |
| Sault Ste. Marie issue d'Algoma-Ouest |              |                   |                 |                           |
| 28e                                   | 1968–1972    |                   | Terrence Murphy | Libéral                   |
| 29e                                   | 1972–1974    |                   | Cyril Symes     | NPD                       |
| 30e                                   | 1974–1979    |                   | Cyril Symes     | NPD                       |
| 31e                                   | 1979–1980    |                   | Cyril Symes     | NPD                       |
| 32e                                   | 1980–1984    |                   | Ron Irwin       | Libéral                   |
| 33e                                   | 1984–1988    |                   | James Kelleher  | Progressiste-conservateur |
| 34e                                   | 1988–1993    |                   | Steve Butland   | NPD                       |
| 35e                                   | 1993–1997    |                   | Ron Irwin       | Libéral                   |
| 36e                                   | 1997–2000    | Carmen Provenzano |                 | Libéral                   |
| 37e                                   | 2000–2004    | Carmen Provenzano |                 | Libéral                   |
| 38e                                   | 2004–2006    |                   | Tony Martin     | NPD                       |
| 39e                                   | 2006–2008    |                   | Tony Martin     | NPD                       |
| 40e                                   | 2008–2011    |                   | Tony Martin     | NPD                       |
| 41e                                   | 2011–2015    |                   | Bryan Hayes     | Conservateur              |
| 42e                                   | 2015–2019    |                   | Terry Sheehan   | Libéral                   |
| 43e                                   | 2019–2021    |                   | Terry Sheehan   | Libéral                   |
| 44e                                   | 2021–présent |                   | Terry Sheehan   | Libéral                   |
| Sault Ste. Marie–Algoma               |              |                   |                 |                           |